# Existentiële kunst
Existentiële kunst is een aanduiding voor een individualistische stijl in de beeldende kunst kort na de Tweede Wereldoorlog.
De Italiaanse schilder-beeldhouwer Alberto Giacometti en de Engelse kunstschilder Francis Bacon gaven, na de wereldoorlog en reagerend op het toen nog heersende expressionisme en abstract expressionisme, een artistieke inhoud aan de existentialistische gedachtegang van de Franse filosoof Jean-Paul Sartre.
Door het existentialisme kwamen ze tot  een eigentijdse uitdrukking van het humanisme. Het ontluisterde mensbeeld werd prangend brutaal geuit in een geheel eigen figuratie, door deze existentialisten die wel post-expressionisten genoemd worden. Tot de kunstenaars die genoemd worden behoren ook Henry Moore, Marino Marini, Germaine Richier.
In België zijn de schilder Jan Burssens en de beeldhouwer Paul Van Gijseghem adepten van deze kunstrichting.
De Duitser Lucian Freud, die sedert 1933 in Engeland woont, werd weleens l'Ingres de l'existentialisme genoemd.